# Kamil Djalilov
 (juillet 2024).
Kamil Djalilov (en azéri : Kamil Cəlil oğlu Cəlilov : né le 29 janvier 1938 à Bakou et mort le 22 février 2022 à Bakou) est un hautboïste azéri, Artiste du peuple de l’Azerbaïdjan.

## Biographie
- En 1959, Kamil Djalil oghlu Djalilov  est diplômé du Collège de musique de Bakou Asaf Zeynalli.

Dès 1959 il joue du tambour et plus tard de l’accordéon dans l’ensemble d’instruments folkloriques Khatira dirigé par Ahsan Dadashov.
- En 1965, il est diplômé du Conservatoire de musique, classe de hautbois.
- En 1965 Kamil Djalilov est nommé soliste de l’orchestre de chambre d’état Qara Qarayev dirigé par Nazim Rzayev, de l’orchestre symphonique de l’audiovisuel azérbaïdjanais. En même temps il joue dans l’ensemble Dan Ulduzu sous la direction de Gulara Aliyeva.

Pendant plus de 25 ans K.Djalilov enseigne dans le gymnase.
De 1970 à 1988, le musicien effectue des tournées de concerts en Italie, en Égypte, en Pologne, en Syrie et d’autres pays d’Europe, d’Asie et d’Afrique. Son jeu est enregistré sur le Disque d’Or Voyager.
Son répertoire est composé de la musique folklorique, de mughams, ainsi que de la musique classique des compositeurs azerbaïdjanais, russe et européens.
Les poètes azéris tels que Ziver Aghayeva, Zelimkhan Yaqub, ont dédié au musicien des poèmes. Le compositeur daghéstanais lui a dédié un concerto pour hautbois. Un documentaire intitulé Kamil est filmé.

## Prix
- Ordre de Gloire (1er février 2013)[3]
- Artiste du peuple d'Azerbaïdjan (28 octobre 2000).
- Artiste émérite de la RSS d'Azerbaïdjan (1989).
- Ordre de l'Honneur (Azerbaïdjan)(2 février 2018)[4]